# Boaz Walton Long
Boaz Walton Long (* 27. September 1876 in Warsaw, Indiana; † 30. Juli 1962 in Santa Fe, New Mexico) war ein US-amerikanischer Diplomat.

## Leben
Seine Eltern waren Alice Rebecca Walton und Elisha Van Buren Long. Long heiratete am 22. März 1930 Eleanor Lenssen. Von 1914 bis 1915 war Long Leiter der Lateinamerikaabteilung im State Department. Long war mit Haiti befasst und schrieb zu diesem Thema am 23. Januar 1914 einen Brief an den Präsidenten und 9. Februar 1914 ein Memorandum "Revolution in Haiti".
Mit dem stellvertretenden Präsidenten der National City Bank, Roger L. Farnham, vertrat Long die Auffassung, es sei der geeignete Zeitpunkt, die Kontrolle über den haitianischen Zoll zu übernehmen, eine US-Basis an der Môle Saint-Nicolas durchzusetzen und Haiti unter die Kontrolle der USA zu bringen. Als die Regierung von Woodrow Wilson erkannte, dass Agenten des Deutschen Reichs gegen die Regierung Oreste Zamor intrigierten, erkannte sie dessen Regierung am 1. März 1914 an.
Als die Entsendung von Long als Botschafter nach El Salvador im Parlament diskutiert wurde, brachte Long als Qualifikation vor, dass er ein gutes Verhältnis zu John Gray, dem Justiziar von
Minor Cooper Keith hätte.
Am 29. Juli 1914  wurde Long von Woodrow Wilson als Botschafter nach El Salvador entsandt. Am 14. Oktober 1914 übergab er sein Akkreditierungsschreiben an die Alfonso Quiñónez Molina Regierung. Am 7. November 1917 verließ er den Botschafterposten in San Salvador. Am 30. Juni 1919  wurde er von Wilson als Botschafter nach Kuba entsandt. Am 8. Januar 1920 übergab er sein Akkreditierungsschreiben an die Mario García Menocal Regierung. Am 17. Juni 1921 verließ er den Botschafterposten in Havanna.

## Blue Eagle
Von 1933 bis 1934 war Long stellvertretender Leiter der National Recovery Administration (NRA) in Puerto Rico unter Governor Benjamin Jason Horton (* 1873).
In der Puerto Rican Emergency Relief Administration (PRERA). Der Titel von Long war Chief of the Recovery Boards Section of the Blue Eagle Division, National Recovery Administration. Ein Schreiben von Long vom 28. August 1933 hatte den Titel Blue Eagle Letter No. 4. Darin zitierte Long aus einer Rede von General Hugh S. Johnson den Leiter der NRA: Beachten Sie, dass sie geduldige Missionare und nicht Schnüffler noch Polizisten sind. Die Missionsversuche von Long stießen in Puerto Rico teilweise auf Ablehnung.
Am 24. Januar 1936  wurde er von Franklin D. Roosevelt als Botschafter nach Nicaragua entsandt. Am 19. März 1936 übergab er sein Akkreditierungsschreiben an die Juan Bautista Sacasa Regierung. Am 1. April 1938  verließ er den Botschafterposten in Managua.
Am 22. März 1938 wurde er von Franklin D. Roosevelt als Botschafter nach Ecuador entsandt. Am 29. April 1938 übergab er sein Akkreditierungsschreiben an die Alberto Enríquez Gallo Regierung. Am 5. März 1942 wurde Long befördert. Am 1. Mai 1943 verließ er den Botschafterposten in Quito.
Am 27. März 1943 wurde er von Franklin D. Roosevelt als Botschafter nach Guatemala entsandt. Am 19. Mai 1943 übergab er sein Akkreditierungsschreiben an die Jorge Ubico Castañeda Regierung. Unter  Long erhielt Guatemala Waffenlieferungen nach dem Leih- und Pachtgesetz. Am 11. April 1945 verließ er den Botschafterposten in Guatemala-Stadt.